# Eau de toilette

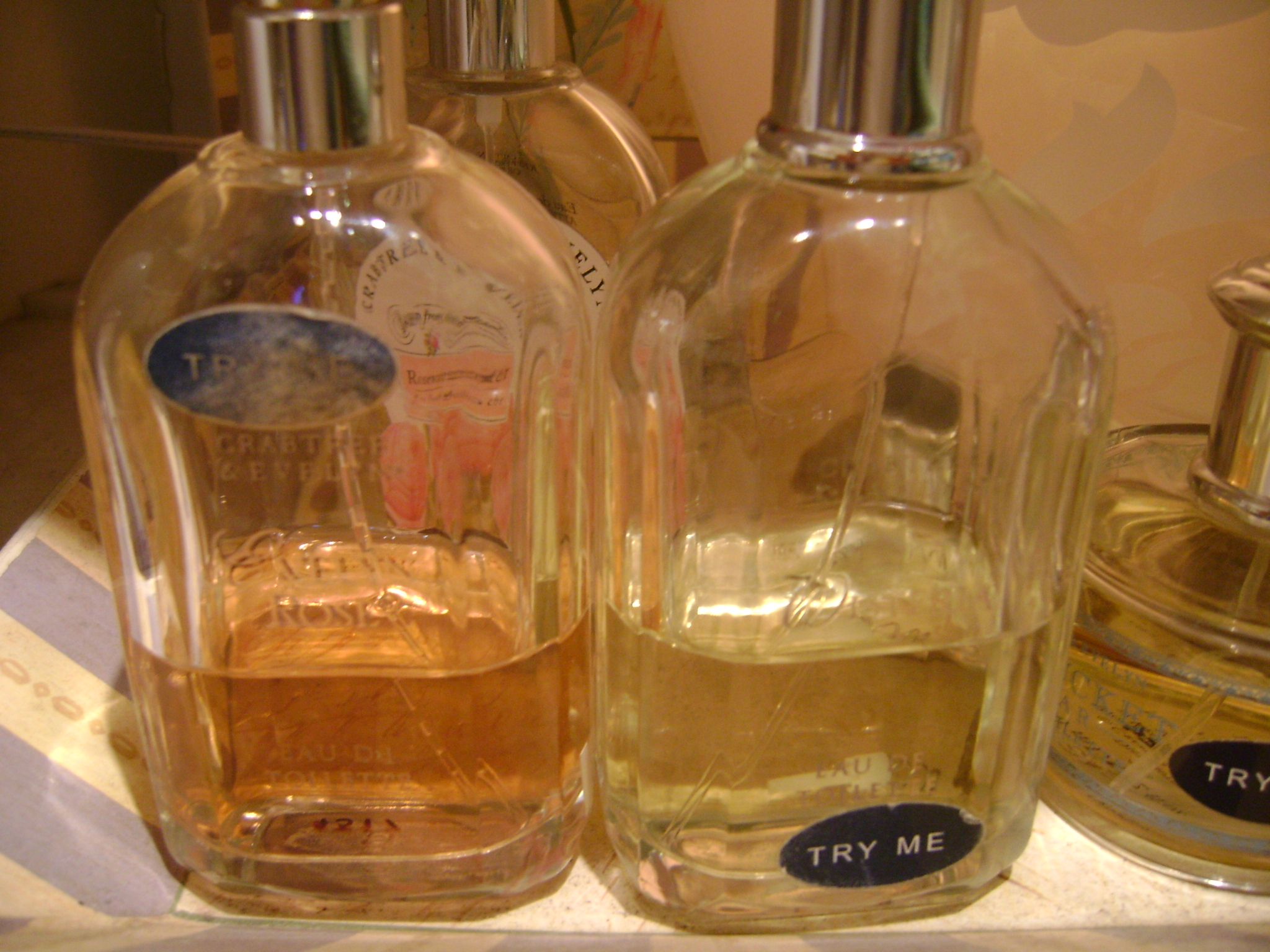
Flacons d'eau de toilette

Une eau de toilette est un parfum peu concentré (entre 7 et 12 % de composés aromatiques), contrairement aux véritables parfums qui sont plus forts (entre 20 et 40 %).